# 松永義雄

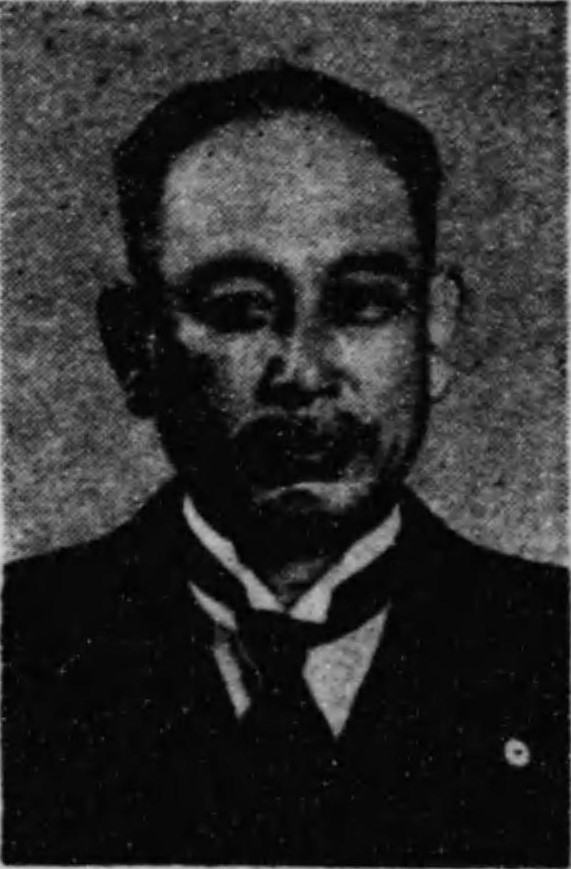
松永義雄

松永 義雄（まつなが よしお、1891年（明治24年）7月15日 - 1955年（昭和30年）4月14日）は、日本の弁護士、政治家。衆議院議員（3期）、参議院議員（1期）。

## 経歴
愛知県海部郡立田村（現愛西市）出身。1917年、東京帝国大学法科大学法律学科（独法）を卒業。同年、弁護士を開業。1924年、日本労働総同盟法律部員に就任し、野田醤油労働争議などの弁護を行う。1926年、社会民衆党結党に参画。その他、東京市会議員、同参事会員、社会大衆党常任中央執行委員、日本農民組合総同盟主事などを務めた。1937年4月、第20回衆議院議員総選挙で埼玉県第一区に社会大衆党所属で出馬し初当選した。
戦後、日本社会党結党に参画し、中央執行委員、党統制委員長、埼玉県連会長などを務めた。
1946年4月、第22回総選挙に埼玉県選挙区から出馬し当選。次の第23回総選挙でも当選し、衆議院議員を通算3期務めた。その後、参議院に転じ、1950年6月、第2回参議院議員通常選挙で埼玉県地方区から出馬し当選し、在任中の1955年3月27日、埼玉県浦和市の埼玉会館で行われていた全国身体障害者大会に出席中に脳溢血で倒れて浦和市第一病院に入院、同年4月14日に死去した。死没日をもって勲三等瑞宝章追贈（勲四等からの昇叙）、従四位に叙される。国会議員在職中は、衆議院司法委員長、芦田内閣法務政務次官、参議院補助金等の臨時特例等に関する法律案特別委員長などを歴任した。

## 著作
- 『商業信用状論』巌松堂書店、1923年。
- 『英国労働組合法論』世界文献刊行会、1926年。
- 『国家財政論』クララ社、1929年。
- 『地方財政論』クララ社、1929年。
- 『労働組合法とは何ぞや』邦光堂、1930年。